# Карпаты (Закарпатская область)
Карпаты (укр. Карпати) — село в Чинадиевской поселковой общине Мукачевского района Закарпатской области Украины.
Население по переписи 2001 года составляло 235 человек. Почтовый индекс — 89641. Телефонный код — 3131. Занимает площадь 0,98 км². Код КОАТУУ — 2122755501.
В селе находится дворец Шёнборнов — бывшая резиденция и охотничий дом графов Шёнборнов, построенный в 1890—1895 годах. С 1946 года здание дворца используется как санаторий.